# Salasc
Salasc település Franciaországban, Hérault megyében. Lakosainak száma 342 fő (2022. január 1.). Salasc Mérifons, Mourèze, Octon és Valmascle községekkel határos.

## Népesség
A település népessége az elmúlt években az alábbi módon változott:
| Lakosok száma | 181  | 155  | 141  | 244  | 308  | 313  | 301  | 302  | 310  | 342  |
|               | 1968 | 1982 | 1990 | 2006 | 2013 | 2015 | 2017 | 2019 | 2020 | 2022 |